# Salina Jebet Kosgei

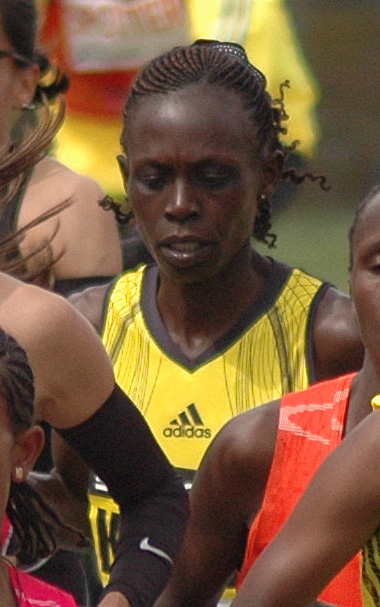
Salina Jebet Kosgei 2009 beim Boston-Marathon

Salina Jebet Kosgei (* 16. November 1976) ist eine kenianische Langstreckenläuferin, die sich auf den Marathon spezialisiert hat.
2002 siegte sie beim 10.000-Meter-Lauf der Commonwealth Games in Manchester. 2004 überraschte sie als Siegerin des Paris-Marathons in 2:24:29 h. Im Jahr darauf gewann sie den Prag-Marathon und wurde Vierte beim New-York-City-Marathon.
2006 gewann sie zunächst den Lissabon-Halbmarathon, wurde dann Zweite beim Berlin-Marathon mit der persönlichen Bestzeit von 2:23:22 h und siegte schließlich beim Singapur-Marathon mit dem Streckenrekord von 2:31:55 h.
2007 wurde sie Vierte beim London-Marathon und Zweite beim Tokyo International Women’s Marathon. 2008 wurde sie erneut Vierte in London und belegte beim Marathon der Olympischen Spiele in Peking den zehnten Platz.
2009 siegte sie beim traditionsreichen Boston-Marathon in 2:32:16 h. Sie erreichte das Ziel mit nur einer Sekunde Vorsprung vor der Titelverteidigerin Dire Tune.

## Bestzeiten
- 5000 m: 15:01,79 min, 2. August 2003, Heusden-Zolder
- 10.000 m: 31:27,83 min, 30. Juli 2002, Manchester
- Halbmarathon: 1:09:06 h, 20. Februar 2009, Ra’s al-Chaima
- Marathon: 2:23:22 h, 24. September 2006, Berlin